# 吉田磯吉

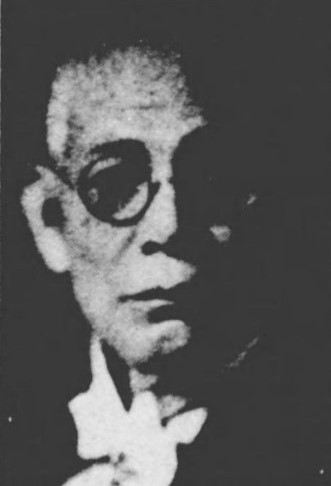
吉田磯吉

吉田 磯吉（よしだ いそきち、1867年6月5日〈慶応3年5月3日〉 - 1936年1月17日）は、日本の実業家・政治家である。近代ヤクザの祖ともいわれる。

## 人物
筑前国遠賀郡芦屋村（現・福岡県遠賀郡芦屋町）出身。父、徳平は松山藩士の家に生まれたが脱藩し、芦屋に移住した。両親の死後姉に育てられた礒吉は、遠賀川の「かわひらた船」（川艜または川平田舟、別名を五平太船）での石炭輸送で成功し、芦屋鉄道社長などを勤めたのちに政治家を目指した。1915年（大正4年）に衆議院議員に当選し、1932年（昭和7年）まで議員を務めた。
実業家時代、1901年（明治34年）の八幡製鉄所開設時の混乱をとりまとめ、若松港の石炭積み出しなどに貢献した地域の発展の功績者としてその名をたたえられ、1960年（昭和35年）には若松市（現北九州市若松区）高塔山公園に佐藤忠良による銅像が建立された。
火野葦平の『花と竜』に描かれる磯吉大親分とは吉田のことである。ヤクザ・右翼関係の著書が多い猪野健治は、吉田を「近代ヤクザ」の祖と主張している。磯吉は博奕好きで、また地元のトラブルを仲裁・調停していた事から、九州の大親分と呼ばれたが、本来博徒を意味したヤクザの親分ではない。川筋者の典型人物の一人とされる。
関門海峡の対岸の山口県にも進出を目論んだとされるが、憲政会に所属した吉田に対し、同じく近代ヤクザの嚆矢とも目される保良浅之助（籠虎）が政友会の支援にて衆議院議員に当選するという構図となり、下関から東への進出は実現しなかった。尚、吉田と保良は互いに認め合う「侠と侠」の関係であったと伝えられている。
吉田没後に四天王の一人、岡部亭蔵と若手の矢頭兄弟が衝突し九州を二分する喧嘩になった。この争いは吉田生前から火種があり、その度に佐賀の上瀧英（上瀧建設創業者）、長崎の宮崎久次郎が親分の側についた。手打ち式には双方とも帯刀したまま臨席したと『福岡の百年』にある。仲裁に立った熊本の井木治平は『九州やくざ者』で藤田五郎のインタビューに「九州はみんなどっちかについたもんで、わしのようなものでも役に立ったんじゃ」と笑って答えている。
1936年（昭和11年）1月17日に70才で死去し26日に若松市浜町小学校(現：浜町小学校と若松小学校の統合を経て 若松中央小学校)で葬儀が行われた。降雪にもかかわらず、この会葬には2万名が参列し、供米1200俵、清酒20樽、花輪一千余が記録されている。国鉄筑豊線では参列者のため、二等車を連結した臨時の貸切列車が出されるほどの空前の盛葬であった。
平山炭礦、吉田商事、若松魚市場、若松運輸の社長を歴任、石炭鉱業互助会顧問もなっている。

## 親族
- 養子 吉田敬太郎（衆議院議員、若松市長、牧師）[4]

## 関連書籍
- 吉田磯吉翁伝記刊行会 『吉田磯吉翁伝』（1941年）
- 吉田敬太郎『汝復讐するなかれ』（いのちのことば社、1971年／キリスト新聞社、1984年・2011年・2022年）
- 猪野健治『侠客の条件―吉田磯吉伝』 (双葉社 双葉新書、1977年／筑摩書房 ちくま文庫、2006年、ISBN 4480422765）